# Girl's Soul
『Girl's Soul』（ガールズ ソウル）は、日本のシンガーソングライター・TIA（現：TiA）のミニアルバム。レインボーエンタテインメントから2008年6月11日に発売された。

## 解説
5thシングル「ずっと ずっと…」からおよそ2年3ヶ月ぶりの新作であり、事務所・レーベル移籍後最初の作品。TIA自身によるセルフプロデュース作品である。ちなみに発売日は自身の21歳の誕生日でもあった。

## 収録曲
1. Diamond Road/Opening
2. Sapphire
Vシネマ『秋葉男Z』主題歌。
アルバム『message』にリミックスバージョンがボーナストラックとして収録。
3. Girl's Talk
TiAの親友である河内麻沙美（元SDN48メンバー）がコーラスで参加している[3]。
4. Want You
5. Woman
6. Always Yours
7. Love is Over
TIA本人は、デビュー曲「Every time」に対するアンサーソングであると語っている[4]。